# Richard Steidle (Politiker)

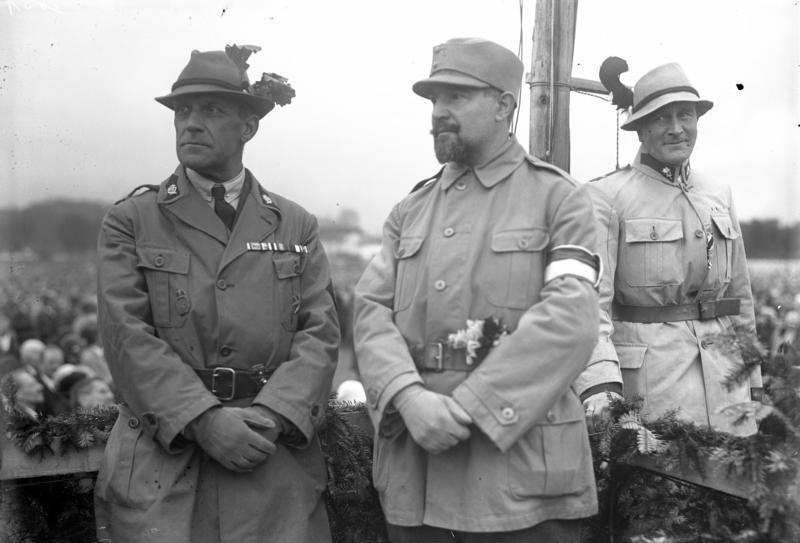
Der Bundesführer der österreichischen Heimwehr Richard Steidle (Mitte), der stellvertretende steirische Führer Reinhart Bachofen von Echt (links) und der steirische Kreisführer Hans von Pranckh (rechts hinten), Foto auf der Heimwehr-Tribüne bei der Heimwehrversammlung auf der Neuklosterwiese beim Aufmarsch der Heimwehr und des Schutzbundes in Wiener Neustadt am 7. Oktober 1928

Richard Steidle (* 20. September 1881 in Untermais, Österreich-Ungarn; † 30. August 1940 im KZ Buchenwald, Deutschland) war Rechtsanwalt und Abgeordneter der Christlichsozialen Partei im Tiroler Landtag und im Bundesrat sowie Sicherheitsdirektor für Tirol und der Gründervater und langjährige Landesführer der Tiroler Heimatwehr. Als Heimwehrführer und Redner bei zahlreichen politischen Veranstaltungen erlangte der ehrgeizige Steidle, der ein überzeugter Gegner der Sozialdemokratie war, politischen Parteien und dem Parlamentarismus ablehnend gegenüberstand und für ein autoritäres politisches System eintrat, rasch österreichweite Bekanntheit.
Nach dem 1927 erfolgten Zusammenschluss aller österreichischen Heimwehrlandesverbände zum Österreichischen Heimatschutz, womit auch die Schaffung einer Dachorganisation der Heimwehrverbände einherging, war Steidle bis 1930 dessen erster Bundesführer. Als solcher hatte er wesentlichen Anteil daran, dass sich die Heimwehren im so genannten Korneuburger Eid auf ein faschistisches Programm festlegten. Dieses wurde allerdings von weiten Kreisen des politischen Establishments abgelehnt und stieß zum Teil selbst innerhalb der Heimwehrbewegung auf Skepsis. Steidles Machtstellung wurde dadurch geschwächt, was auch den Verlust seiner Funktion als Bundesführer zur Folge hatte. Er blieb aber Landesführer der Tiroler Heimatwehr.
Als solcher und in seiner Funktion als Sicherheitsdirektor für Tirol war er weiterhin maßgeblich an der Aushöhlung der Demokratie in Österreich beteiligt. Mitte 1934 wurde er politisch aber weitgehend entmachtet und auf den Posten eines Generalkonsuls in Triest abgeschoben. Nach dem Anschluss Österreichs an Hitler-Deutschland wurde er von den Nationalsozialisten, die er in seiner Funktion als Sicherheitsdirektor vehement bekämpft hatte, verhaftet und ins KZ Buchenwald eingewiesen, wo er 1940 verstarb.

## Leben
Richard Steidle war der Sohn württembergischer Einwanderer und studierte an der Universität Innsbruck Rechtswissenschaften. Dort wurde er Mitglied der katholischen Studentenverbindung AV Austria Innsbruck im ÖCV. Er war außerdem seit 1901 Mitglied der K.ö.St.V. Almgau Salzburg im MKV.
Mit Beginn des Ersten Weltkriegs wurde er Militärgerichtsakzessist, da er für den Wehrdienst untauglich war. Nach dem Krieg eröffnete er eine Rechtsanwaltskanzlei und wurde bereits 1919 als Abgeordneter der Christlichsozialen Partei in den Tiroler Landtag gewählt, dem er bis zu dessen Selbstauflösung am 27. Februar 1934 angehörte. Ferner war er vom 30. Oktober 1918 bis zum 6. Juni 1921 und dann erneut vom 23. März 1933 bis zum 9. November 1934 Mitglied der Tiroler Landesregierung und vom 27. Jänner 1922 bis 14. April 1931 Bundesratsmitglied.
Daneben war er im August 1919 gemeinsam mit Sepp Straffner Gründungsmitglied des Tiroler Antisemitenbundes und rief am 12. Mai 1920 offiziell die Tiroler Heimatwehr ins Leben, als deren Vorläufer die zahlreichen Bürger- und Ortswehren anzusehen sind, die 1918/19 in Tirol entstanden waren. Bis 1934 blieb er unumstrittener Landesführer der Heimatwehr. Im Gegensatz zu den meisten anderen Heimwehrführern setzte sich Steidle schon sehr früh für einen Zusammenschluss der bewaffneten Formationen der politischen Rechten Österreichs ein und forderte einen „grundlegenden Wandel [der Heimwehren] von einer passiven Schutztruppe zu einer aktiven Erneuerungsbewegung.“ Zu diesem Zweck bahnte er auch Verbindungen zu rechts stehenden Organisationen und Politikern in Bayern (seit 1919), Ungarn (seit 1927) und Italien (seit 1930) an. Besonders erfolgreich gestaltete sich anfangs die Zusammenarbeit mit den rechten Organisationen in Bayern, wie beispielsweise der Organisation Kanzler (Orka). Sie belieferten die Tiroler Heimatwehr nicht nur mit Gewehren und Maschinengewehren, sondern bezahlten zunächst auch das Gehalt Waldemar Pabsts, eines deutschen Freikorpsführers, der nach dem gescheiterten Kapp-Putsch aus dem Deutschen Reich geflohen war, in Österreich das Bleiberecht erhalten hatte, seit November 1920 für die Heimwehr tätig war und 1922 Landesstabsleiter der Tiroler Heimatwehr wurde.
Steidle war es wesentlich zuzuschreiben, dass sich 1927 die verschiedenen Landesverbände der österreichischen Heimwehren zu einer Dachorganisation, dem Bund der österreichischen Selbstschutzverbände zusammenschlossen. Als dessen erster Bundesführer war er auch maßgeblich daran beteiligt, dass die Heimwehren mit dem so genannten Korneuburger Eid, den er auf einer Generalversammlung des Heimatschutzverbandes Niederösterreich am 18. Mai 1930 verlas, ein offenes Bekenntnis zum Faschismus ablegten. Der Versuch, der von Anfang an heterogenen österreichischen Heimwehrbewegung mit dem Bekenntnis zum Faschismus quasi im Nachhinein eine Ideologie überzustülpen, stärkte diese jedoch nicht. Bei der Bundesregierung, den Parteien, der Presse und selbst bei Teilen der Heimwehrbewegung stieß der Korneuburger Eid überwiegend auf Ablehnung. Steidles Stellung innerhalb der Heimwehrbewegung wurde dadurch geschwächt und im September 1930 musste er seine Funktion als Bundesführer an Ernst Rüdiger Fürst Starhemberg abgeben. Überdies wurde er wegen seiner Tätigkeit als Heimwehrführer, die bei seinen Parteikollegen für anhaltende Missstimmung sorgte, am 21. Dezember 1930 sogar aus der Bundesratsfraktion der Christlichsozialen ausgeschlossen – ein bis dahin einzigartiger Fall.
Der Heimwehr-Gründer Steidle hatte in der Tiroler Landeshauptstadt auch etliche Gegner der politischen Linken. Im Zuge der Höttinger Saalschlacht 1932 wurde er am Heimweg in der Straßenbahn von einer aufgebrachten Menge mit Steinen beworfen.
Steidle blieb aber auch nach seinem Abgang als Heimwehrbundesführer der unumstrittene Landesführer der Tiroler Heimatwehr und hatte als solcher weiterhin Gelegenheit, Einfluss auf das politische Geschehen dieses Bundeslandes zu nehmen. Hier war der Heimatwehr mittlerweile in den Nationalsozialisten, die ab 1933 zunehmend erstarkten, ein neuer politischer Gegner erwachsen, dem nun verstärkt der Kampf angesagt wurde. Bereits im März 1933 wurde die Heimatwehr von der Tiroler Landesregierung als permanente Hilfspolizei anerkannt und Steidle zum Sicherheitsreferent der Landesregierung bestellt.
Am Abend des 11. Juni 1933 wurde Steidle Opfer eines nationalsozialistischen Attentats, wobei er am rechten Unterarm schwer verletzt wurde. Einer der beiden Täter, Werner von Alvensleben, wurde im November zu drei Jahren Kerkerhaft verurteilt, am 31. Dezember 1933 begnadigt und entlassen.
Am 17. Oktober 1933 wurde Steidle zum Sicherheitsdirektor für Tirol bestellt. In dieser Funktion, die er bis 31. Dezember 1933 bekleidete, ließ er Sozialdemokraten und Nationalsozialisten gleichermaßen bekämpfen und war so mitverantwortlich für die immer stärker auf eine Eskalation zusteuernde österreichische Innenpolitik.
Der Auftakt dazu kam aus Tirol, wo es am 30. Jänner 1934 in zahlreichen Orten zu bewaffneten Großaufmärschen der Heimatwehr und zur Forderung nach Einsetzung einer autoritären Landesregierung kam. Dem „Tiroler Beispiel“ folgten kurz danach auch die Heimwehrverbände der anderen Bundesländer, sodass es im gesamten Bundesgebiet quasi zu einem „rollenden [Heimwehr]-Putsch“ kam. Die Folge war eine bis dahin kaum jemals da gewesene innenpolitische „Hochspannung“, die sich schließlich in den Februarkämpfen gegen die Sozialdemokraten entlud.
Die nächste innenpolitische Eskalation, den Juliputsch der Nationalsozialisten, erlebte Steidle, der ab 4. November 1933 zusätzlich noch das Amt eines Bundeskommissärs für Propaganda übernommen hatte, allerdings nicht mehr als direkt Involvierter. Bereits am 15. Juli 1934 war er zum Generalkonsul in Triest ernannt worden, was de facto einer politischen Kaltstellung gleichkam. Er erfüllte diese Funktion bis 1938. Nach dem „Anschluss“ Österreichs ans Deutsche Reich wurde er von den Nationalsozialisten, die er als Sicherheitsdirektor mit aller Härte bekämpft hatte, sofort verhaftet und schließlich ins KZ Buchenwald eingewiesen, wo er im August 1940 umkam.

## Bewertung
Richard Steidle war ein „sehr wirkungsvoller“, ja geradezu „brillanter Redner“, der lange Zeit „großen Einfluss auf die Masse der Heimwehrleute“ ausübte. Er war auch der einzige der höheren Heimwehrführer, der längere analytische Artikel veröffentlichte und sich in sachlicher Weise mit Publikationen der politischen Gegner beschäftigte. Von Anfang an vertrat er die Ansicht, dass die Heimwehr als eine nur auf Österreich beschränkte Bewegung schwer an politischem Gewicht gewinnen könne und bemühte sich daher um einen Zusammenschluss „der wehrhaften Kräfte der Rechten“ in Österreich und um Unterstützung aus dem Ausland. Als einen möglichen Endpunkt dieser Vereinigungsbestrebungen auf nationaler und internationaler Ebene nannte er 1930 die Gründung einer „nationalen Internationale.“ In diesem Zusammenhang ist daher auch sein Versuch zu sehen, der zerklüfteten und in sich zerstrittenen Heimwehrbewegung mit dem Korneuburger Eid endlich ein klares politisches Programm zu geben.
Steidles Bemühungen um eine Vereinigung war letztlich jedoch kein Erfolg beschieden, die landesspezifischen Unterschiede der Heimwehrbewegung – eine Folge des nahezu gleichzeitigen Entstehens von Heimwehrgruppen in den verschiedenen österreichischen Bundesländern – konnten nie wirklich ausgeglichen werden. Hinzu kam, dass sich Steidle weder mit Walter Pfrimer und Ernst Rüdiger Starhemberg, den beiden anderen bedeutenden Heimwehrführern, noch mit Bundeskanzler Engelbert Dollfuß gut vertrug. Sein eigenes Scheitern und das der Heimwehrbewegung als einer politischen „Erneuerungsbewegung“ in Österreich waren damit quasi vorprogrammiert. Am Ende standen der Triumph der Nationalsozialisten, denen die Heimwehrbewegung den Weg bereitet hatte, und Steidles Tod im Konzentrationslager.